# Dudeștii Vechi
Dudeștii Vechi es una comuna ubicada en el distrito de Timiș, Rumania.

## Superficie
Posee una superficie de 143,7 kilómetros cuadrados.

## Demografía
Hasta 2021 la población era de 3827 habitantes, con una densidad de población de 26,64 habitantes por kilómetro cuadrado.